# Stadium Arcadium
Stadium Arcadium là album phòng thu thứ chín của ban nhạc rock Mỹ Red Hot Chili Peppers. Album được phát hành vào ngày 9 tháng 5 năm 2006, trên Warner Bros. Records. Album bao gồm năm đĩa đơn: " Dani California ", " Tell Me Baby ", " Snow (Hey Oh) ", " Desecration Smile " và " Hump de Bump ", cùng với video âm nhạc đầu tiên do người hâm mộ tạo ra cho bài hát " Charlie ". Tại Hoa Kỳ, Stadium Arcadium trở thành album số một đầu tiên của ban nhạc. Theo ca sĩ của ban nhạc Anthony Kiedis, Stadium Arcadium ban đầu được dự kiến là một bộ ba album được phát hành cách nhau sáu tháng, nhưng cuối cùng được cô đọng thành một album đôi. Album này cũng là album cuối cùng của nhóm có sự tham gia của guitarist John Frusciante trước khi Frusciante ra đi vào năm 2009 và trở lại vào năm 2019.
Album được đánh giá cao khi tích hợp các phong cách âm nhạc từ một số khía cạnh trong sự nghiệp của ban nhạc. Album đã giành được bảy đề cử giải Grammy trong năm 2007, bao gồm một giải thưởng dành cho Album nhạc rock hay nhất và một cho Album phiên bản giới hạn hay Album đóng hộp đặc biệt nhất. Giành được năm trên bảy giải Grammy, đó là đề cử nhiều nhất mà ban nhạc đã giành được trong suốt sự nghiệp 24 năm của họ. Kiedis quy sự thành công của album cho các động lực ít bị mài mòn trong ban nhạc, nói rằng "cảm hứng của ban nhạc, khi viết, là tốt hơn bao giờ hết. Luôn luôn có một cuộc đấu tranh để có nhiều lời bài hát nhất. Nhưng chúng tôi hiện tại có đủ tự tin vào chính mình, vì vậy mọi người đều cảm thấy thoải mái hơn khi đóng góp nhiều thứ chất lượng hơn, có giá trị hơn. " 